# Aparicio Campos
Aparicio Campos – kubański zapaśnik w stylu wolnym. Triumfator Igrzysk Ameryki Środkowej i Karaibów w 1982 roku.